# Mohammad Natsir

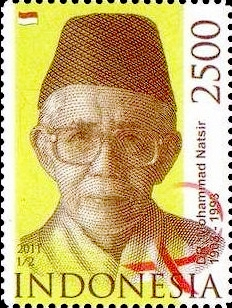
Mohammad Natsir

Mohammad Natsir (né le 17 juillet 1908 et mort le 14 mars 1993) est un homme d'État, Premier ministre d'Indonésie, du 5 septembre 1950 au 26 avril 1951, sous la présidence de Soekarno. Il a également été ministre des communications.
Il était dirigeant du Masyumi, un parti politique qui se réclamait de la démocratie islamique.